# Northwood (stanice metra v Londýně)
Northwood je stanice metra v Londýně, otevřená roku 1887. Nachází se na lince:
- Metropolitan Line (mezi stanicemi Moor Park a Northwood Hills)

| Rok  | Počet cestujících |
| ---- | ----------------- |
| 2011 | 1,97 mil          |
| 2012 | 2,18 mil          |
| 2013 | 2,28 mil          |
| 2014 | 2,46 mil          |